# 恰姆普达尼
恰姆普达尼（Champdani），是印度西孟加拉邦Hugli县的一个城镇。总人口103232（2001年）。

## 人口
该地2001年总人口103232人，其中男性57874人，女性45358人；0—6岁人口12653人，其中男6547人，女6106人；识字率67.15%，其中男性为74.50%，女性为57.78%。